# Ove Andersen
Ove Andersen (Copenaghen, 30 giugno 1937 – 28 ottobre 2022) è stato un calciatore danese, di ruolo attaccante.

## Carriera

### Nazionale
Debutta il 3 luglio 1955 contro l'Islanda (0-4).

## Palmarès

### Club

#### Competizioni nazionali
- 1. Division: 1

Brønshøj: 1961